# Пяльвозеро
Пяльвозеро — пресноводное озеро на территории Поросозерского сельского поселения Суоярвского района Республики Карелии.

## Общие сведения
Площадь озера — 4,2 км², площадь водосборного бассейна — 3560 км². Располагается на высоте 154,6 метров над уровнем моря.
Форма озера продолговатая: оно более чем на восемь километров вытянуто с северо-запада на юго-восток. Берега каменисто-песчаные, местами заболоченные.
Через Пяльвозеро течёт река Суна.
В озере около десяти безымянных островов различной площади, рассредоточенных по всей площади водоёма, однако их количество может варьироваться в зависимости от уровня воды.
Вдоль северо-восточного берега озера проходит просёлочная дорога.
Населённые пункты вблизи водоёма отсутствуют.
Код объекта в государственном водном реестре — 01040100211102000017975.